# Österåkers gymnasium
Österåkers gymnasium är en kommunal gymnasieskola i Åkersberga.

## Program och inriktningar
- Naturvetenskapsprogrammet
  - Natur och samhälle
  - Natur och naturprogram
- Samhällsvetenskapsprogrammet
  - beteendevetenskap
  - Samhällskunskap
  - Medier, information och kommunikation
- Teknikprogrammet
  - Teknikvetenskap
  - Data
- Ekonomiprogrammet
  - Juridik
  - Ekonomi
- Aspergerverksamhet
  - Språkintroduktion nyanlända ungdomar